# Austrogomphus mouldsorum
Austrogomphus mouldsorum är en trollsländeart som beskrevs av Günther Theischinger 1999. Austrogomphus mouldsorum ingår i släktet Austrogomphus och familjen flodtrollsländor. Inga underarter finns listade i Catalogue of Life.